# معضلة الأمن
معضلة الأمن، يشار إليها كذلك بالنموذج الحلزوني، هو مصطلح يستخدم في العلاقات الدولية ويعبر عن مواقف تعمها الفوضى السياسية إذ تتخذ فيها دولة ما إجراءات معينة لزيادة الأمن، مثل زيادة القوة العسكرية أو التمسك باستخدام الأسلحة وإقامة التحالفات، فيمكن أن تؤدي هذه الإجراءات إلى أن تتخذ دولة أخرى نفس الإجراءات ردًا على الدولة الأولى، وهو ما يؤدي إلى زيادة التوتر الذي يخلق الصراع، حتى لو لم يكن أي طرف يرغب في ذلك حقًا.
صاغ هذا المصطلح العالم الألماني جون اتش. هيرز في كتابه لعام 1951 الواقعية السياسية والمثالية السياسية. وفي نفس الوقت، وصف المؤرخ البريطاني هيربرت باترفيلد نفس الموقف في كتابه التاريخ والعلاقات الإنسانية، لكنه أشار إليه بـ «المأزق المطلق والمعضلة غير القابلة للاختزال». بكلمات جون هيرز، معضلة الأمن هي «فكرة هيكلية إذ تميل محاولات المساعدة الذاتية للدول لرعاية احتياجاتها الأمنية، بغض النظر عن المقصد وراء ذلك، إلى زيادة انعدام الأمن للآخرين إذ يفسر كل طرف منهم الإجراءات التي يتخذها كإجراءات دفاعية، بينما يفسر إجراءات الآخرين على أنها تهديد محتمل».
من الأمثلة التي يُستشهد بها كثيرًا في معضلة الأمن هي بداية الحرب العالمية الأولى. يجادل مناصرو وجهة النظر هذه أن القوات الأوروبية الرئيسية شعرت أنه يتوجب عليها أن تخوض الحرب لشعورهم بانعدام الأمن من تحالفات جيرانهم بالرغم من أنهم لم يريدوا الحرب فعلًا. علاوة على ذلك، أدى خوف ألمانيا من خوض الحرب على جبهتين إلى وضع خطة شليفن سيئة السمعة، والتي حددت جدولًا زمنيًا سريعًا للتعبئة العامة.
أدى بدء التعبئة العامة بدوره إلى الضغط على الدول الأخرى كي تبدأ التعبئة العامة مبكرًا هي الأخرى. مع هذا، يعارض علماء آخرون هذا التفسير عن نشأة الحرب، بدعوى أن بعض الدول المعنية أرادت فعلًا النزاع.
معضلة الأمن هي مفهوم شائع لدى باحثي نظرية العلاقات المعرفية الدولية، الذين يعتبرون أن الحرب تنشأ أساسًا نتيجة فشل التواصل. يؤكد أصحاب المذهب الوظيفي أن مفتاح تجنب الحرب هو تجنب سوء التواصل من خلال إرسال إشارات بطريقة صحيحة.
ترتبط معضلة الأمن بنظريات ومذاهب أخرى عن الأمن العالمي. يكمن جزء من قوة نظرية معضلة الأمن في أنها تستوعب عددًا من النظريات الأخرى وتتسق معها. يمكن تعريف النظريات الأخرى في سياق معضلة الأمن.

## الواقعية الدفاعية
معضلة الأمن هي الفرضية الأساسية في الواقعية الدفاعية. وفقًا لكينيث والتز، نظرًا لأن العالم ليس له حكومة مشتركة و«فوضوي»، تصبح الرغبة في البقاء هي الحافز الأساسي للدول. لا تثق الدول بنوايا الدول الأخرى ونتيجة لهذا، تحاول دائمًا أن تعزز من أمنها الخاص إلى الحد الأقصى. تعتبر نظرية الهجوم-الدفاع للواقعية الدفاعية نظرية محتملة لتفسير مستوى التهديد الذي ينشأ من معضلة الأمن. غالبًا ما يعتبر الواقعيون الدفاعيون أن نجاح الولايات المتحدة في الحرب العالمية الأولى كان نتيجة للطريقة الدفاعية التي اتخذتها الولايات المتحدة. يجادل الواقعيون الدفاعيون أن الولايات المتحدة لم تكن لتصير آمنة لو كانت اتخذت حالة الهجوم. نستنتج من الواقعية الدفاعية أنه في بعض الحالات، يمكن للدول أن تهرب من معضلة الأمن.

## الواقعية الهجومية
الواقعية الهجومية والواقعية الدفاعية هما نوعان من الواقعية الهيكلية. فهما يشتركان في المعتقدات الأساسية من البقاء والدولانية (الدولة كوحدة أولية)، والمساعدة الذاتية والفوضى السياسية. (انظر نظرية العلاقات الدولية). لكن في مقابل الواقعية الدفاعية، تعتبر الواقعية الهجومية الدول كمعظمين للقوة العدوانية وليس كمعظمين للأمان. وفقًا لجون ميرشايمر، «لا يمكن تفادي الشك حيال نوايا الدول الأخرى، ما يعني أن الدول لا يمكن أبدًا أن تتأكد من أن الدول الأخرى لا تحمل لها أي نية للهجوم كي تساير قدراتها الهجومية». وفقًا لميرشايمر، بالرغم من أنه غير مرجح لأي دولة أن تحقق الهيمنة في ظل النظام الدولي الحالي، لا يوجد شيء يسمى الوضع الراهن و«العالم محكوم عليه أبدًا بمنافسة القوة العظمى».
إيمانًا بفوضوية النظام الدولي وبأن على كل دولة أن تسعى إلى بقائها الخاص بشكل مستقل، يجادل والتز أن الدول الأضعف تحاول أن تجد منطقة توازن مع خصومها وأن تتحالف مع دولة أقوى كي تحصل على ضمان أمان ضد الفعل الهجومي من دولة معادية. على الجانب الآخر، يجادل ميرشايمر وغيره من الواقعيين الهجوميين أن الفوضى تشجع كل الدول كي تزيد دائمًا من قوتها الخاصة لأنه لا يمكن لدولة ما أن تطمئن لنوايا الدول الأخرى. بكلمات أخرى، تؤكد الواقعية الدفاعية أن الأمن يمكن أن يتوازن في بعض الحالات وأننا يمكن أن نهرب من معضلة الأمن. لا يعارض ذلك الواقعيون الهجوميون، إلا أنهم لا يتفقون تمامًا مع وجهة النظر الدفاعية البديلة، مؤكدين أنه لو أمكن للدول أن تنتفع على حساب الدول الأخرى لفعلت ذلك. باختصار، بما أن الدول تريد أن تعزز من قوتها إلى الحد الأقصى في هذا النظام الفوضوي ونظرًا لأنه لا يمكن للدول أن تثق ببعضها، لا مفر من معضلة الأمن.

## نظرية الهجوم-الدفاع
تساعد نظرية الهجوم-الدفاع لروبرت جيرفيس في تحديد شدة معضلة الأمن. يستخدم جيرفيس أربع سيناريوهات كي يحدد شدة معضلة الأمن.
- عندما لا يمكننا تمييز السلوك الهجومي والدفاعي لكن التصرف الهجومي له ميزة، تزداد حدة معضلة الأمن للغاية ويصبح الخطر في البيئة مضاعفًا. ستتصرف دول الوضع الراهن بطريقة عدوانية وستظهر إمكانية تسابق الأسلحة. فرص التعاون بين الدول ضعيفة.[10][10]
- عندما لا يمكننا تمييز السلوك الهجومي والدفاعي لكن الدفاع يتفوق بميزة، تصبح معضلة الأمن بارعة في تفسير تصرف الدول لكنها لا تكون بنفس شدتها في الحالة الأولى. في مثل هذا الموقف، يمكن أن تكون الدولة قادرة على زيادة أمنها دون أن تشكل تهديدًا للدول الأخرى ولا أن تمثل خطرًا على أمن الدول الأخرى.[10]
- عندما يمكن تمييز التصرف الهجومي والدفاعي لكن الهجوم يتفوق بميزة، لا تكون معضلة الأمن محتدة لكن مشاكل الأمن مازالت موجودة. البيئة آمنة، لكن التصرف الهجومي تميز بشيء قد يؤدي إلى العدوان في وقت لاحق.[10]
- عندما يمكن تمييز التصرف الدفاعي والهجومي ويتفوق الموقف الدفاعي بميزة، تصبح حدة معضلة الأمن ضئيلة أو منعدمة، ويصبح الأمن في البيئة مضاعفًا. ولأن خطر السلوك الهجومي من الدول الأخرى ضعيف، ستكون الدولة قادرة على إنفاق بعضًا من ميزانية الدفاع خاصتها وموارد أخرى على تطوير مفيد في الدولة.[10]

وفقًا لجيرفيس، فالإمكانيات التقنية والموقع الجغرافي للدولة عاملان أساسيان في تحديد ما إذا كانت الأفضلية للإجراء الدفاعي أم الهجومي. فهو يجادل أنه على مستوى استراتيجي، تكون العوامل التقنية والجغرافية لصالح المدافع. على سبيل المثال، في القرن التاسع عشر كان بناء السكك الحديدية والطرق يغير سريعًا في قدرات الدولة على الهجوم أو الدفاع عن نفسها من الدول الأخرى. ولذلك، انصب قدر كبير من الجهود في العلاقات الدبلوماسية والاستخبارات على هذه القضية.